# Pławniowice (gmina)

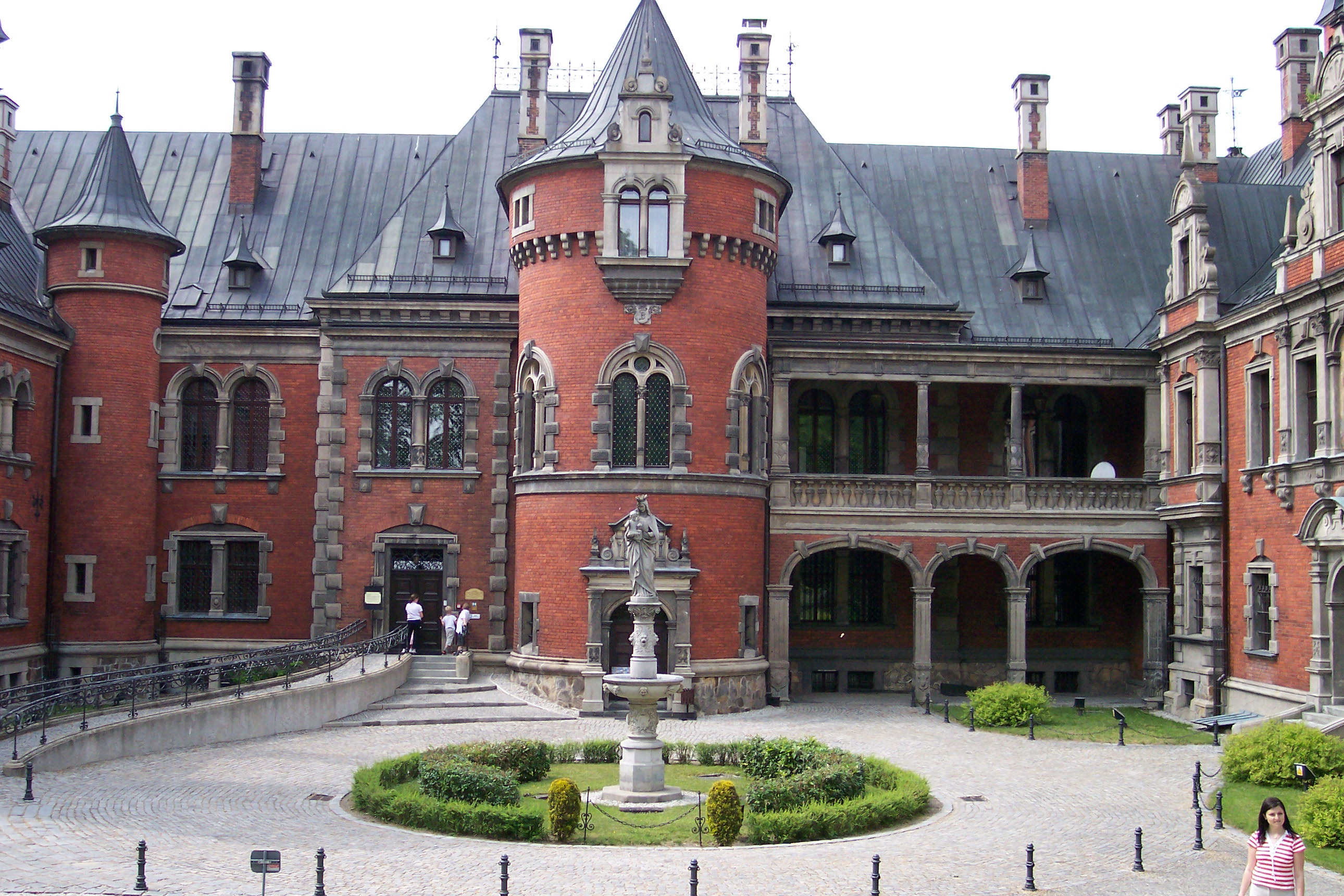
Pałac w Pławniowicach

Pławniowice – dawna gmina wiejska istniejąca w latach 1945–1954 w woj. śląskim (śląsko-dąbrowskim), katowickim i stalinogrodzkim (dzisiejsze woj. śląskie). Siedzibą władz gminy były Pławniowice.
Gmina zbiorowa Pławniowice powstała po II wojnie światowej (w grudniu 1945) w powiecie gliwickim na terenie tzw. Ziem Odzyskanych (tzw. I okręg administracyjny – Śląsk Opolski), powierzonym 18 marca 1945 administracji wojewody śląskiego, a z dniem 28 czerwca 1946 przyłączonym do woj. śląskiego (śląsko-dąbrowskiego).
Według stanu z 1 stycznia 1946 gmina składała się z 12 gromad: Pławniowice, Bycina, Chechło, Ciochowice, Łany Małe (później Łany), Niekarmia, Niewiesie (później Niewiesze), Poniszowice, Proboszczowice, Słupsko, Taciszów i Widów. 6 lipca 1950 zmieniono nazwę woj. śląskiego na katowickie, a 9 marca 1953 kolejno na stalinogrodzkie. Według stanu z 1 lipca 1952 gmina składała się z 12 gromad: Bycina, Chechło, Ciochowice, Łany, Niekarmia, Niewiesze, Pławniowice, Poniszowice, Proboszczowice, Słupsko, Taciszów i Widów. Gmina została zniesiona 29 września 1954 wraz z reformą wprowadzającą gromady w miejsce gmin.
Jednostki nie przywrócono 1 stycznia 1973 wraz z kolejną reformą reaktywującą gminy, utworzono natomiast nową gminę Poniszowice, częściowo w dawnych granicach gminy Pławniowice. Obecnie Bycina, Chechło, Łany, Niekarmia, Niewiesze, Poniszowice, Słupsko, Taciszów i Widów należą do gminy Rudziniec, a Ciochowice i Proboszczowice do gminy Toszek.